# Vittorio Crivelli
Vittorio Crivelli, född cirka 1440 i Venedig, Italien, död 1502 i Venedig, italiensk målare. Bror till Carlo Crivelli.

## Galleri

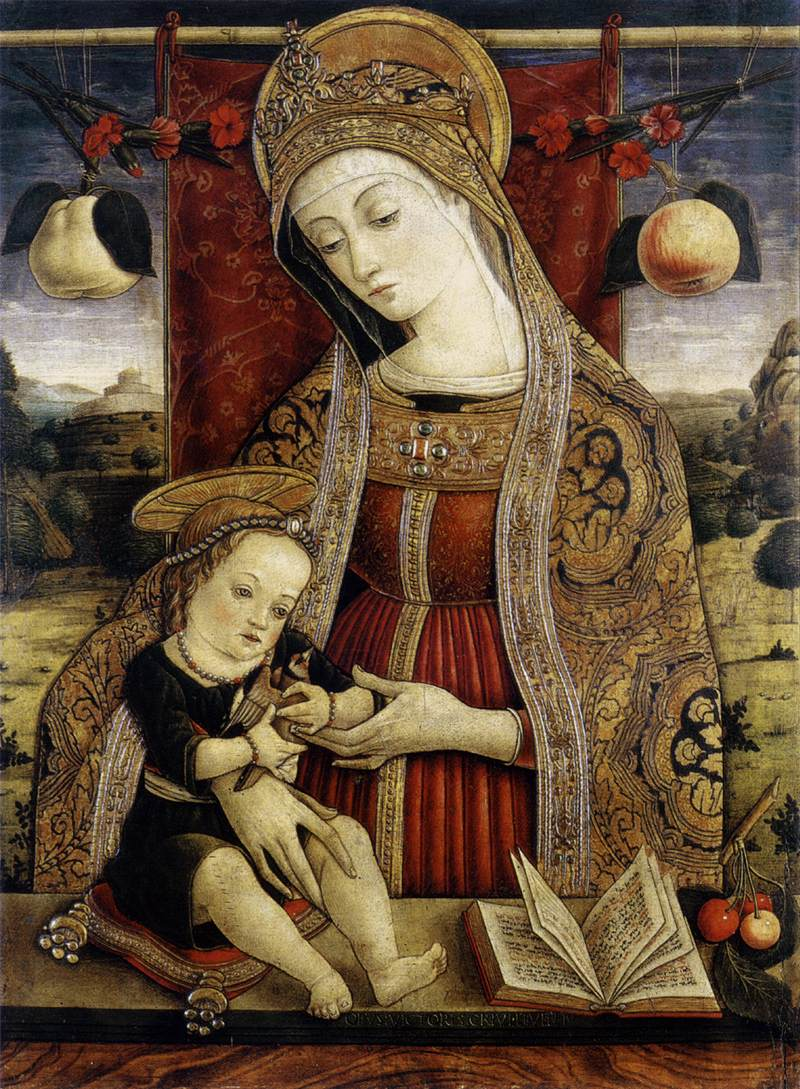
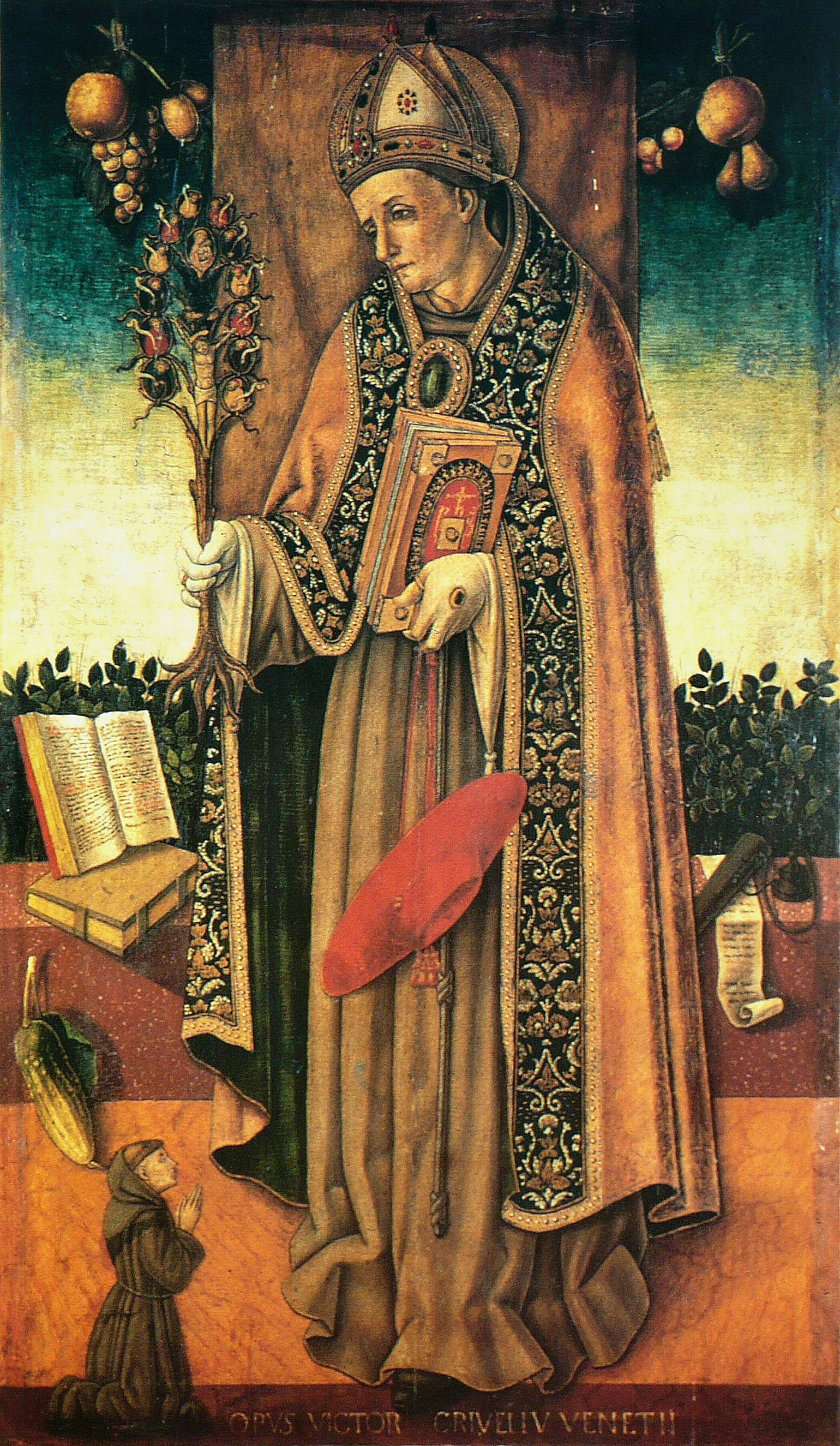
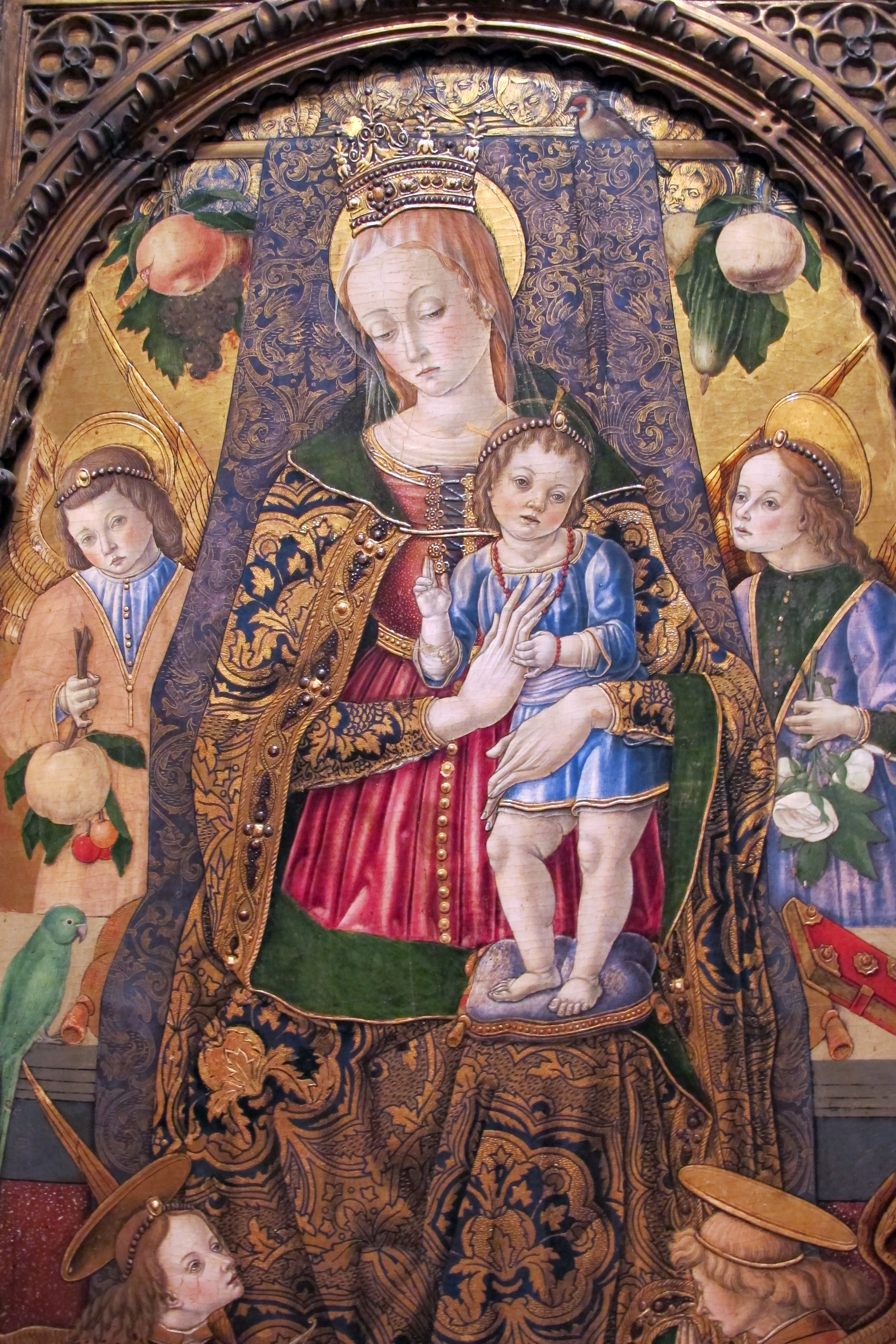
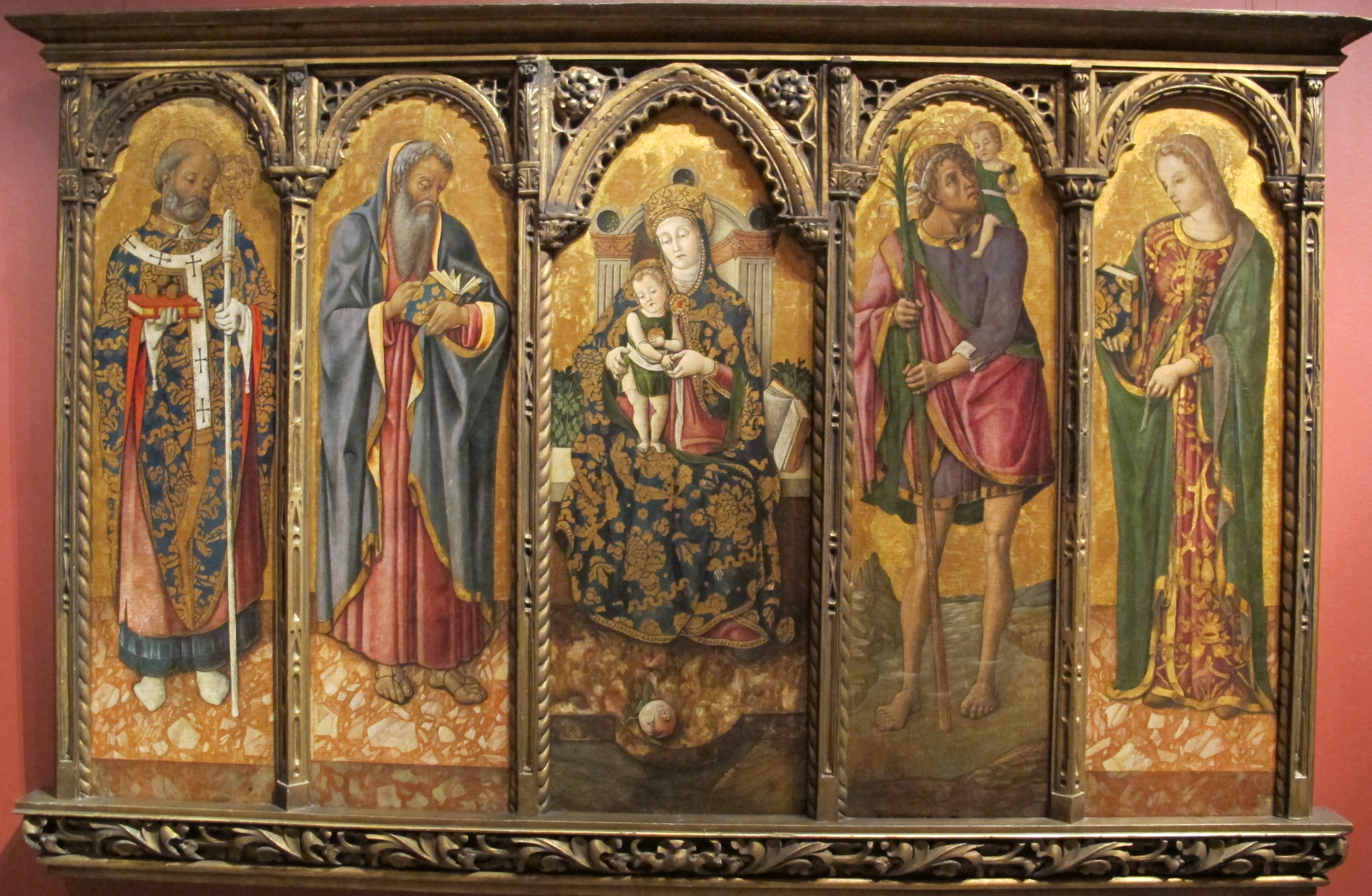